# The Bottom
The Bottom és la capital de l'Illa de Saba, que forma part de les Antilles Neerlandeses. El 2001 tenia 462 habitants. Contràriament al nom ("el fons", en anglès), es troba a 220 msnm.
Fou fundat l'any 1632 per colons zelandesos, que li van donar el nom "Botte", una paraula neerlandesa antiga que significa "bol". El nom es refereix a la seva posició, en una vall plana envoltada per roques altes. Bastant ràpidament, el nombre de colons zelandesos va ser inferior al nombre, d'una part, de mariners i pirates irlandesos i escocesos i, d'altra part, esclaus africans. Per això, el nom es va anglicitzar en Bottom.